# Irchenrieth
Irchenrieth è un comune tedesco di 1 168 abitanti, situato nel land della Baviera.